# Comuna Hovmî, Borzna
Hovmî (în ucraineană Ховми) este o comună în raionul Borzna, regiunea Cernihiv, Ucraina, formată din satele Hovmî (reședința), Lînivka și Sîdorivka.

## Demografie
Componența lingvistică a comunei Hovmî
     Ucraineană (98,44%)
     Rusă (1,31%)
     Alte limbi (0,16%)
Conform recensământului din 2001, majoritatea populației comunei Hovmî era vorbitoare de ucraineană (98,44%), existând în minoritate și vorbitori de rusă (1,31%).